# Melvine Malard
Melvine Malard, född 28 juni 2000, är en fransk professionell fotbollsspelare som spelar som forward för Division 1 Féminine-klubben Lyon och Frankrikes landslag.
I januari 2020 utsågs hon av UEFA till en av de tio mest lovande unga spelarna i Europa 